# Ética na educação
Ética na educação tem como objetivo formar um indivíduo consciente de seus deveres e direitos dentro de uma sociedade.
Para um convívio regular entre as sociedades sempre se exigiu um comportamento que, ao longo da história se baseia nas leis estabelecidas nos pólis gregos e mais tarde, na Idade Média, baseadas em leis estabelecidas com fundamentos no Cristianismo. Isto para proporcionar uma margem de respeito mútuo e a sí próprio, havendo assim a responsabilidade inerente de se repassar esses padrões a gerações futuras, que através de instituições de ensino são dadas as bases para a adaptação na sociedade atual. Dando-se assim a ética na educação e consistindo nesse objetivo de formação de um indivíduo consciente de seus deveres e direitos dentro de uma sociedade.